# Twint
 (août 2024).
La mise en forme du texte ne suit pas les recommandations de Wikipédia : il faut le « wikifier ».
Les points d'amélioration suivants sont les cas les plus fréquents. Le détail des points à revoir est peut-être précisé sur la page de discussion.
- Les titres sont pré-formatés par le logiciel. Ils ne sont ni en capitales, ni en gras.
- Le texte ne doit pas être écrit en capitales (les noms de famille non plus), ni en gras, ni en italique, ni en « petit »…
- Le gras n'est utilisé que pour surligner le titre de l'article dans l'introduction, une seule fois.
- L'italique est rarement utilisé : mots en langue étrangère, titres d'œuvres, noms de bateaux, etc.
- Les citations ne sont pas en italique mais en corps de texte normal. Elles sont entourées par des guillemets français : « et ».
- Les listes à puces sont à éviter, des paragraphes rédigés étant largement préférés. Les tableaux sont à réserver à la présentation de données structurées (résultats, etc.).
- Les appels de note de bas de page (petits chiffres en exposant, introduits par l'outil «  Source ») sont à placer entre la fin de phrase et le point final[comme ça].
- Les liens internes (vers d'autres articles de Wikipédia) sont à choisir avec parcimonie. Créez des liens vers des articles approfondissant le sujet. Les termes génériques sans rapport avec le sujet sont à éviter, ainsi que les répétitions de liens vers un même terme.
- Les liens externes sont à placer uniquement dans une section « Liens externes », à la fin de l'article. Ces liens sont à choisir avec parcimonie suivant les règles définies. Si un lien sert de source à l'article, son insertion dans le texte est à faire par les notes de bas de page.
- La présentation des références doit suivre les conventions bibliographiques. Il est recommandé d'utiliser les modèles {{Ouvrage}}, {{Chapitre}}, {{Article}}, {{Lien web}} et/ou {{Bibliographie}}. Le mode d'édition visuel peut mettre en forme automatiquement les références.
- Insérer une infobox (cadre d'informations à droite) n'est pas obligatoire pour parachever la mise en page.

Pour une aide détaillée, merci de consulter Aide:Wikification.
Si vous pensez que ces points ont été résolus, vous pouvez retirer ce bandeau et améliorer la mise en forme d'un autre article.
Twint est une application de paiement mobile suisse déployée à l'échelle nationale en 2017.
En 2024, pratiquement tous les magasins en Suisse acceptent les paiements Twint et presque toutes les banques participent au système de paiement. L'application est développée à partir de 2014 par la société Monexio, une filiale détenue à 100 % par PostFinance.
Twint compte environ cinq millions d'utilisateurs au début de 2023 (sur une population adulte de sept millions de personnes en Suisse).

## Histoire
Monexio AG a été fondée en juillet 2014 en tant que filiale à 100 % de PostFinance. Thierry Kneissler, membre du conseil d'administration de PostFinance, a été nommé PDG, tandis que Hansruedi Köng, PDG de PostFinance, est devenu président du conseil d'administration. L'entreprise a commencé ses activités en août 2014. Le prélancement de Twint a eu lieu à partir du 6 août 2015, d'abord dans les villes de Berne et Zurich. Le déploiement national a débuté le 3 novembre 2015,.
Les premières banques à coopérer dans le cadre de Twint ont été la Banque cantonale bernoise et la Banque Valiant en 2015, suivies en 2016 par la Banque cantonale de Bâle et la Banque Cler (anciennement Banque Coop).

## Fonctionnalités
Chaque compte Twint est lié à un numéro de téléphone portable, à un compte bancaire, ou aux deux.

### Paiements à d'autres utilisateurs de Twint
Lorsqu'un paiement est effectué à un utilisateur privé de Twint, le payeur sélectionne le contact du destinataire dans l'application et spécifie la somme. Un destinataire peut également demander une somme à un contact téléphonique si cette personne utilise également l'application Twint.

### Paiement en magasin
Le paiement lors d'achats peut se faire de deux manières :
- L'écran du terminal de carte de crédit affiche un QR code généré instantanément qui contient à la fois le compte du destinataire et le montant à payer. Avec la caméra du téléphone, l'application scanne le QR code, puis demande une confirmation au payeur.
- Le propriétaire du magasin peut afficher une feuille de papier sur laquelle un QR code statique est imprimé. Dans ce cas, le QR code ne spécifie que le compte du destinataire, et le payeur doit entrer le montant sur son téléphone portable. Après un paiement réussi, le payeur montre alors l'écran de son téléphone au vendeur, où l'application affiche le montant et l'identité du destinataire[6].

Cette dernière méthode a permis à de nombreux petits magasins d'intégrer les transferts d'argent sans contact, comme les refuges de montagne, les camions-restaurants ou les magasins de seconde main, sans avoir à investir dans des terminaux de cartes de crédit.